# 马塞洛·阿科斯塔
马塞洛·阿尔韦托·阿科斯塔·希门尼斯（西班牙語：Marcelo Alberto Acosta Jiménez，1996年7月11日—）是一名萨尔瓦多男子游泳运动员，主攻中长距离自由泳。他在五岁时开始接触游泳，十岁时他首次在比赛中获得奖牌，这之后他决定以成为游泳选手作为目标。2014年，他前往美国训练，后来他进入路易斯维尔大学就读，大学期间他代表该校校队参加美国校际比赛。2016年，他成为历史上首位因达到A标而获得奥运资格的萨尔瓦多游泳选手。2022年6月，阿科斯塔宣布结束运动生涯。